# Roxton, Texas
Roxton är en ort i Lamar County i delstaten Texas, USA.